# Carine Marret
Pour les articles homonymes, voir Marret.
Carine Marret est une femme de lettres française, auteur de romans, de théâtre et d'essais.

## Biographie
Carine Marret est Docteur en Sciences du Langage.

## Œuvre

### Roman (littérature)
- Ils dorment, Éditions du Cerf (2023)

#### SérieLes enquêtes du commissaire Jean Levigan
- Morte-saison sur la Jetée-Promenade, Éditions Baie des Anges, coll. « Noir Méditerranée » (2011)  (ISBN 978-2-917790-28-1)
- L'Agonie du jour, Éditions Baie des Anges, coll. « Noir Méditerranée » (2012)  (ISBN 978-2-917790-39-7)
- De poussière et de cendre, Mémoires millénaires (2013)  (ISBN 978-2-919056-28-6)
- Dans l'ombre du Saint Suaire, Éditions du Cerf (2015)  (ISBN 978-2-204-10479-1)
- Des silences et des hommes, Éditions du Cerf (2017)  (ISBN 978-2-204-11483-7)

### Théâtre
- Et Salomé pleura sur son crime, pièce de théâtre, Éditions du Cerf (2019)  (ISBN 978-2-204-13407-1)
- Napoléon et Joséphine, un amour impérial, pièce de théâtre, Éditions du Cerf (2021)  (ISBN 978-2-204-14662-3) [présentation en ligne]

### Autres ouvrages
- Promenades littéraires sur la Côte d'Azur, Mémoires millénaires (2010)  (ISBN 978-2-9526647-8-3)
- Romain Gary : promenade à Nice, Éditions Baie des Anges, coll. « Guide-découverte » (2010)  (ISBN 978-2-917790-21-2)

### Biographie
- Sœur Emmanuelle : la biographie  en collaboration avec Pierre Lunel, préface de Bernard Kouchner, Éditions Anne Carrière (2006)  (ISBN 978-2-84337-364-0)

### Essai
- Les Chrétiens d’Orient et la France, mille ans d’une passion tourmentée, préface de Jean-François Colosimo, Editions Balland (2025)